# The Kick Horns
The Kick Horns (andere Schreibweise auch ‚Kickhorns‘, gelegentlich in Aufnahmewürdigungen auch nur als ‚Kick Horns‘ genannt) ist eine in den 1980er Jahren von Simon C. Clarke, Tim Sanders und Roddy Lorimer in London gegründete Gruppe von Blasinstrumentalisten.

## Hintergrund
Clarke, Sanders und Lorimer erspielten sich durch ihre ersten Arbeiten, unter anderem mit David Gilmour (About Face, 1984), Dead or Alive (Sophisticated Boom Boom, 1984), Pete Townshend (White City: A Novel, 1985) einen guten Ruf und wurden als Studiomusiker für Tonträgeraufnahmen, aber auch für Livedarbietungen international erfolgreicher Künstler gebucht.
Nach weiteren Arbeiten mit, beispielsweise mit Bronski Beat (Truthdare Doubledare, 1986) und The Communards (Red, 1987), kam es erstmals zu einer Zusammenarbeit mit der deutschen Band Extrabreit (Sex After 3 Years in a Submarine, 1987).
The Kick Horns betreiben ein eigenes Tonstudio, The Tall Place,  im Südosten Londons, das sie auch anderen Musikern zur Verfügung stellen. Zur Ausstattung des Studios gehören Neumann-Mikrofone (Neumann U87) und API-Vorverstärker. Außerdem bieten  Simon Clarke und Tim Sanders ihre Dienste als Arrangeure an. Auch für Aufnahmen Dritter, an denen die Gruppe beteiligt wird, schreibt die ihre Arrangements selbst; gelegentlich kommt es auch vor, dass ihr ein fertiges Arrangement vorgegeben wird.
Für Aufnahmen mit der Sektion werden je nach Bedarf weitere Musiker hinzugezogen. Der Bedarf richtet sich entweder nach der erforderlichen bzw. gewünschten Instrumentierung für ein Stück oder der Anzahl der benötigten Instrumente. So wurden beispielsweise für das Lied Sunday Sunday vom Blur-Album Modern Life is Rubbish ein Euphonium und ein Tenorhorn benötigt, während sich Chris Rea für Auberge eine achtköpfige Bläsersektion mit jeweils zwei Trompeten,  Saxophonen, Posaunen, einer Bassposaune und einer Tuba wünschte.